# 希腊化时期艺术

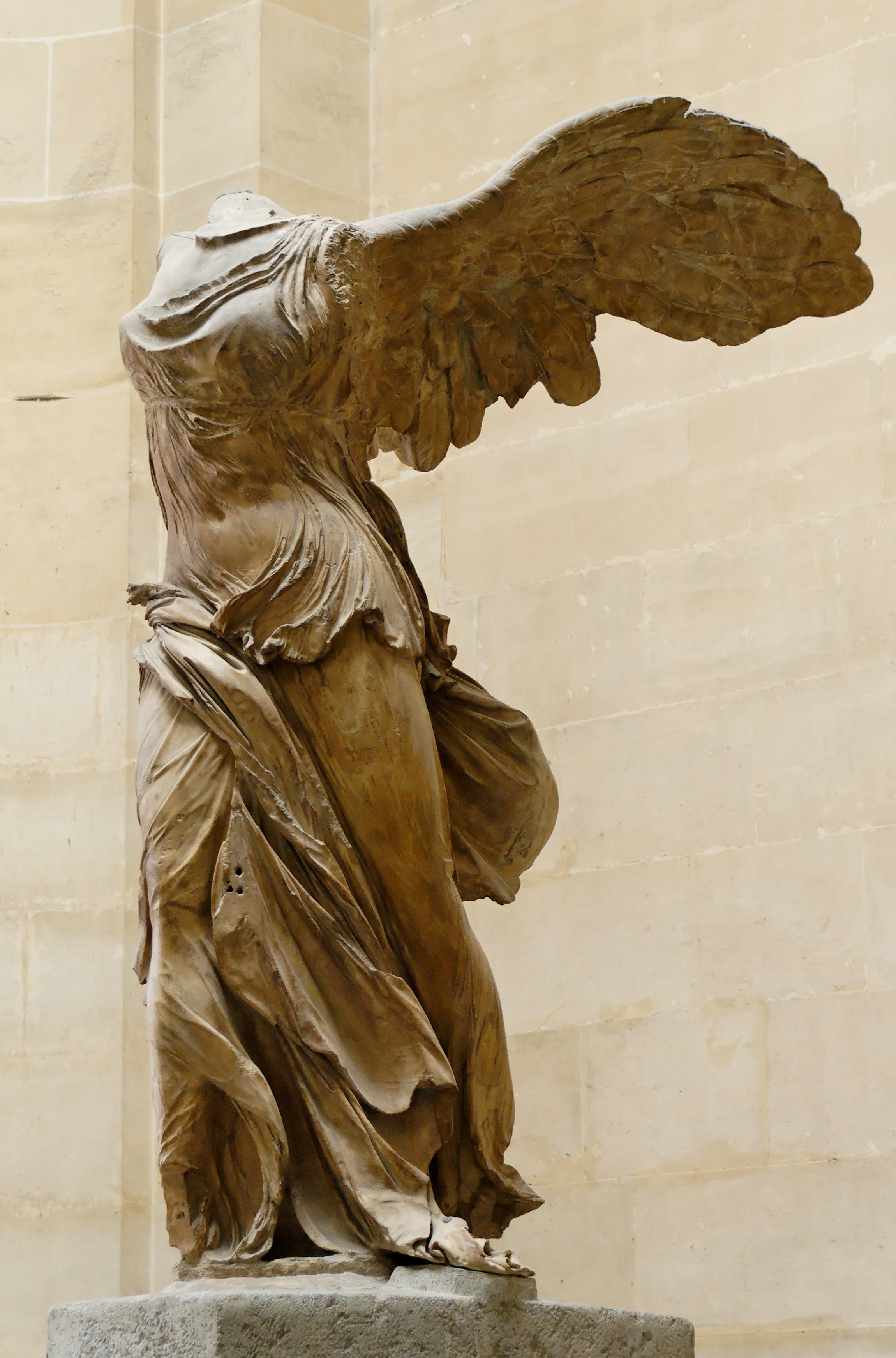
薩莫特拉斯的勝利女神，卢浮宫

希腊化时期艺术（英語：Hellenistic art）是指希腊化时期，即从亚历山大大帝于公元前323年逝世，至罗马帝国征服希腊世界并最终消灭托勒密王國时期的艺术。有很多著名的希腊雕塑作品即是希腊化时期艺术作品，包括米洛的维纳斯，薩莫特拉斯的勝利女神，拉奥孔与儿子们等等。此后的希腊罗马艺术，很大程度上延续了希腊化时期艺术的风格。
“希腊化时期”是一个现代的历史词汇。于地理范围上，它包括了整个爱琴海地区，而不仅仅是“古典希腊时期”一词所指的雅典和斯巴达城邦。于时间范围上，它也涵盖很长。因此，希腊化时期艺术实际上涵盖范围很广。

## 代表作品

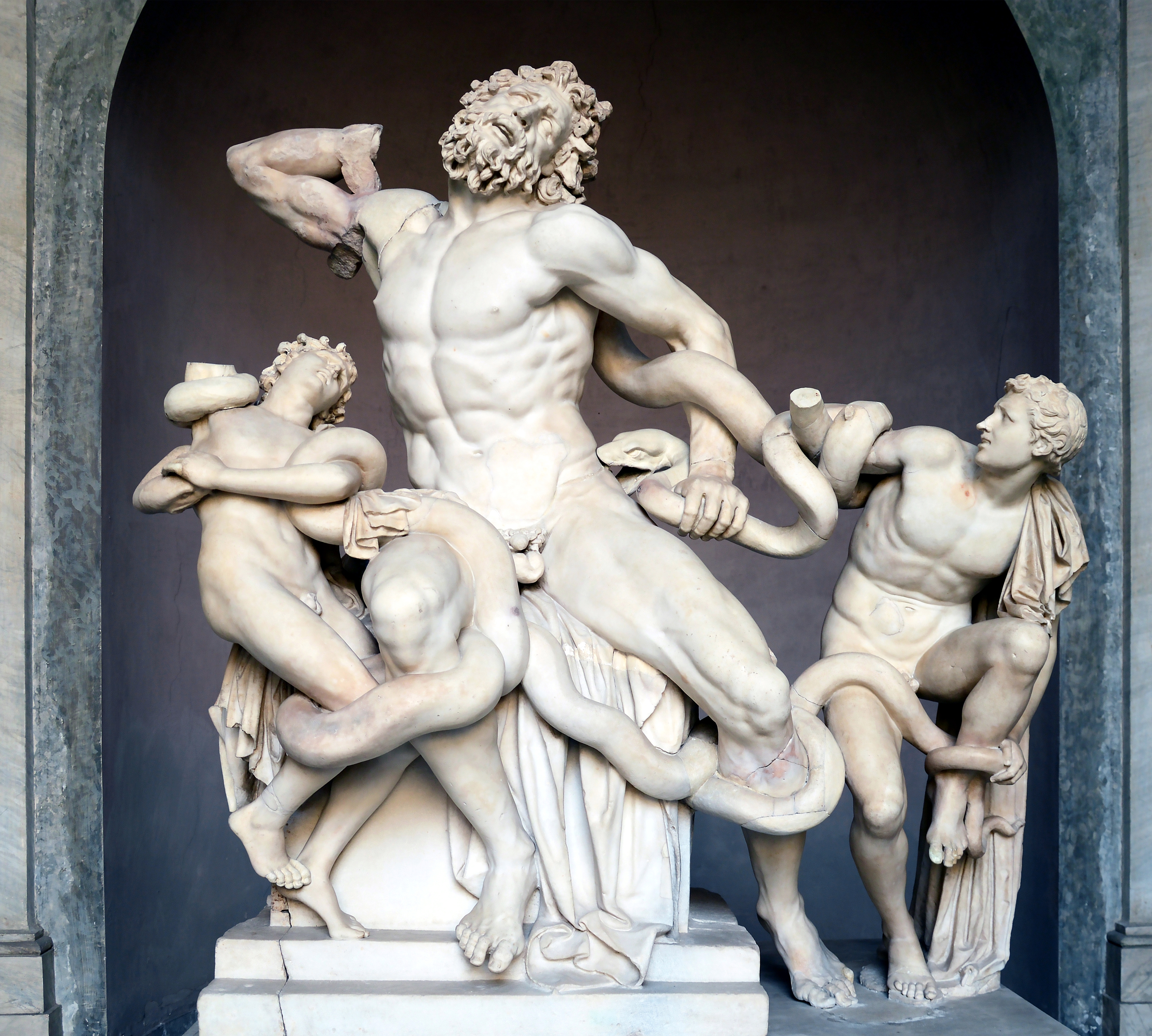
拉奥孔与儿子们，梵蒂冈博物馆
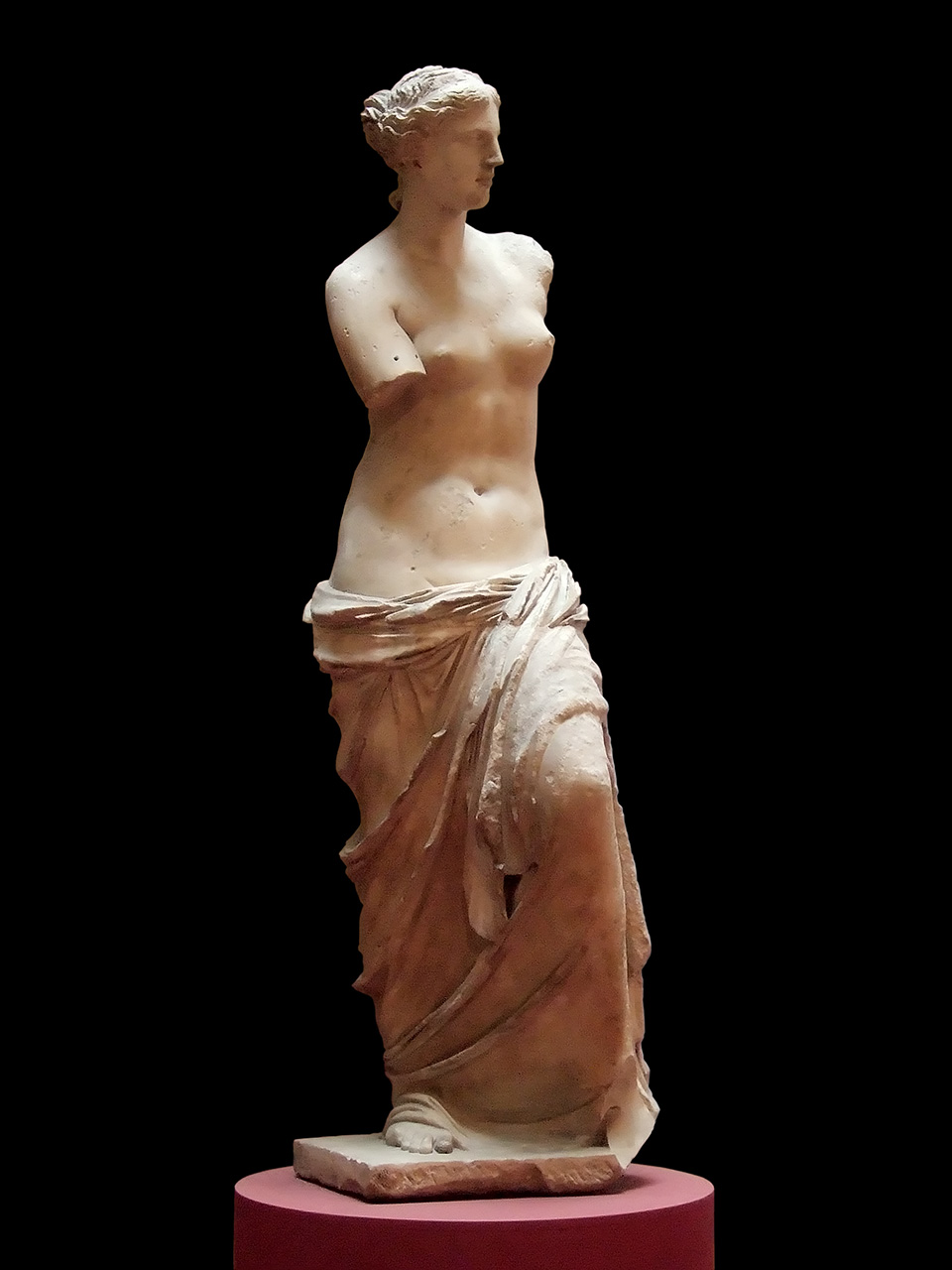
米洛的维纳斯，卢浮宫
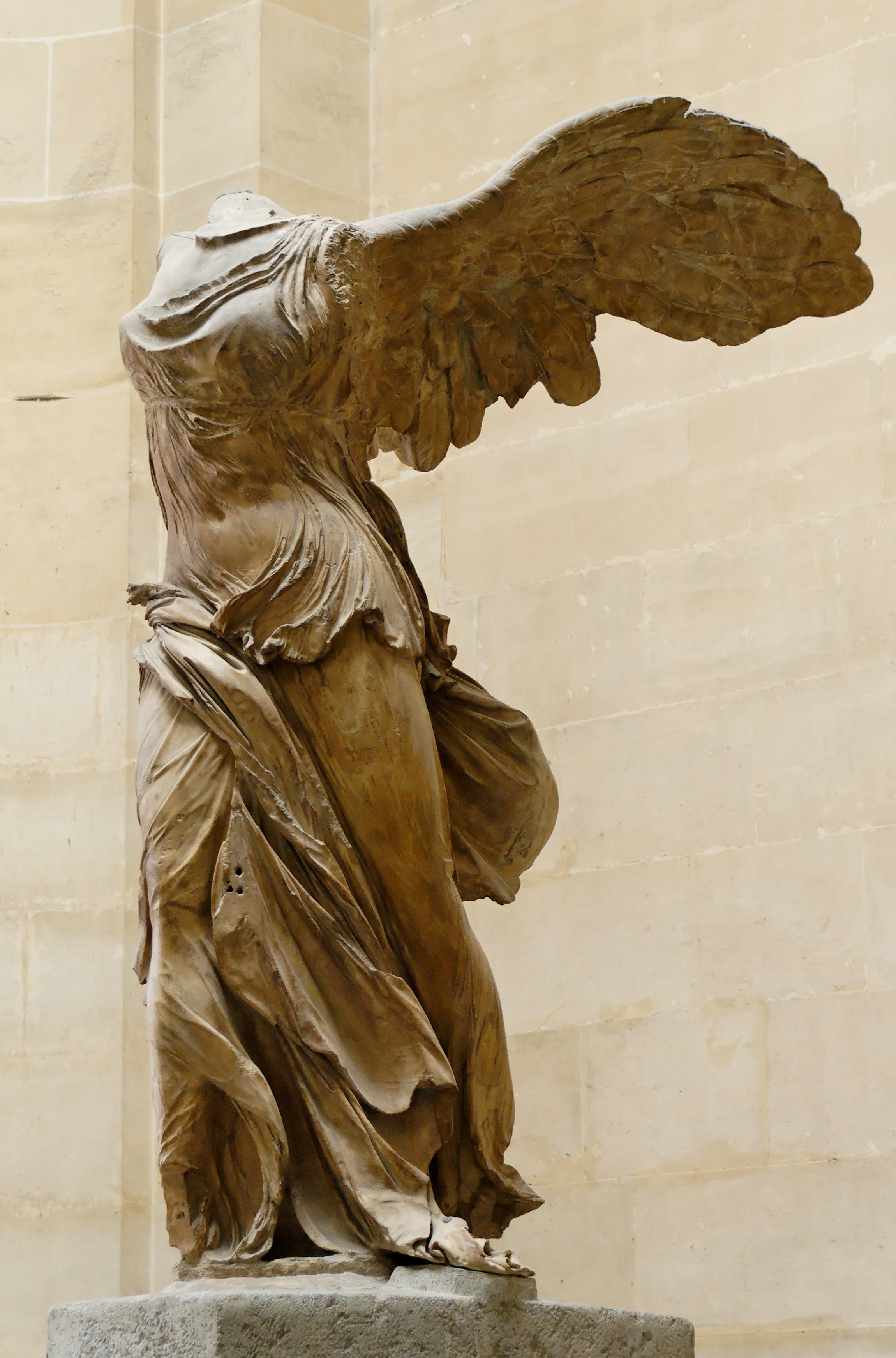
薩莫特拉斯的勝利女神，卢浮宫
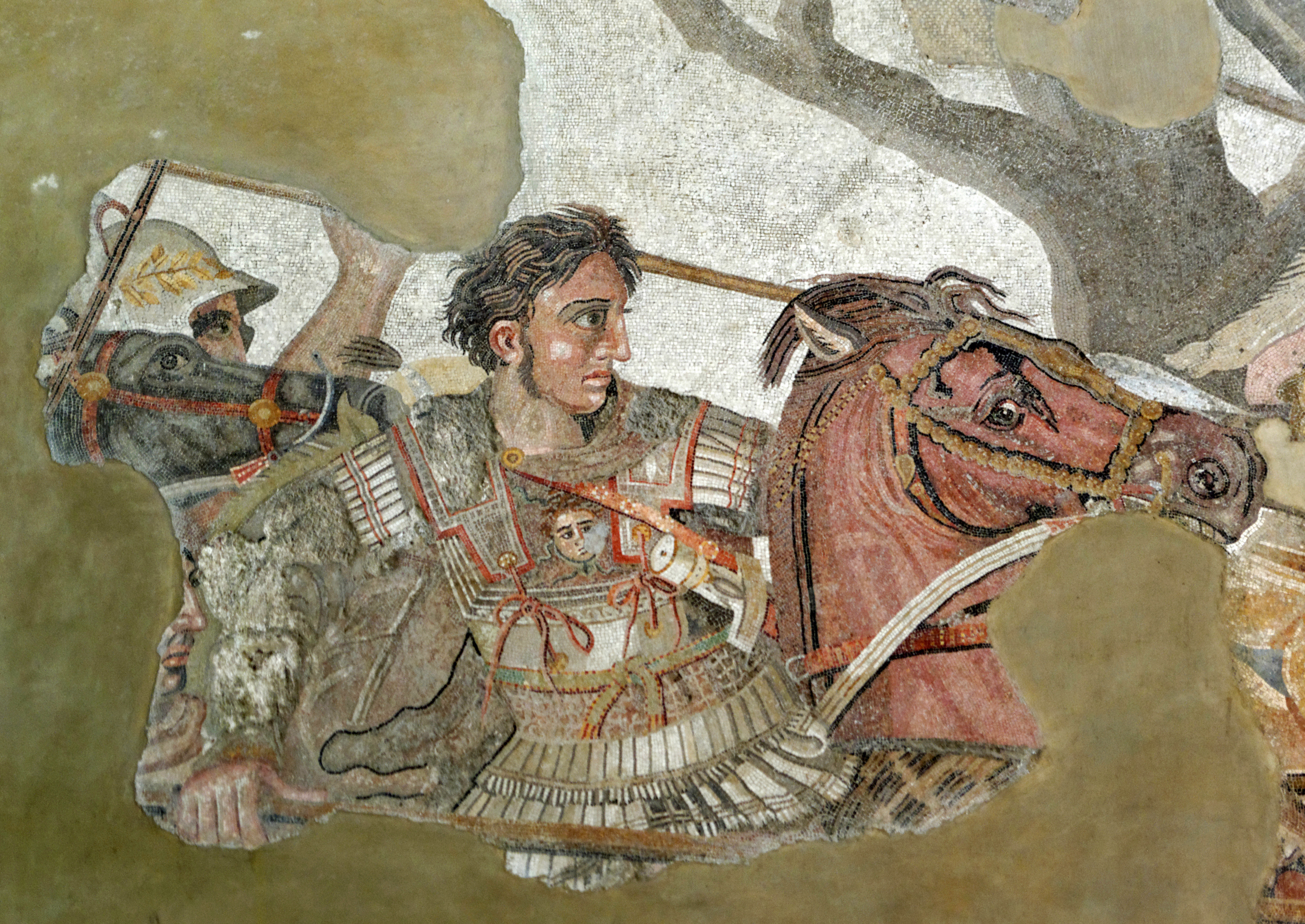
亚历山大马赛克（局部），那不勒斯国家考古博物馆
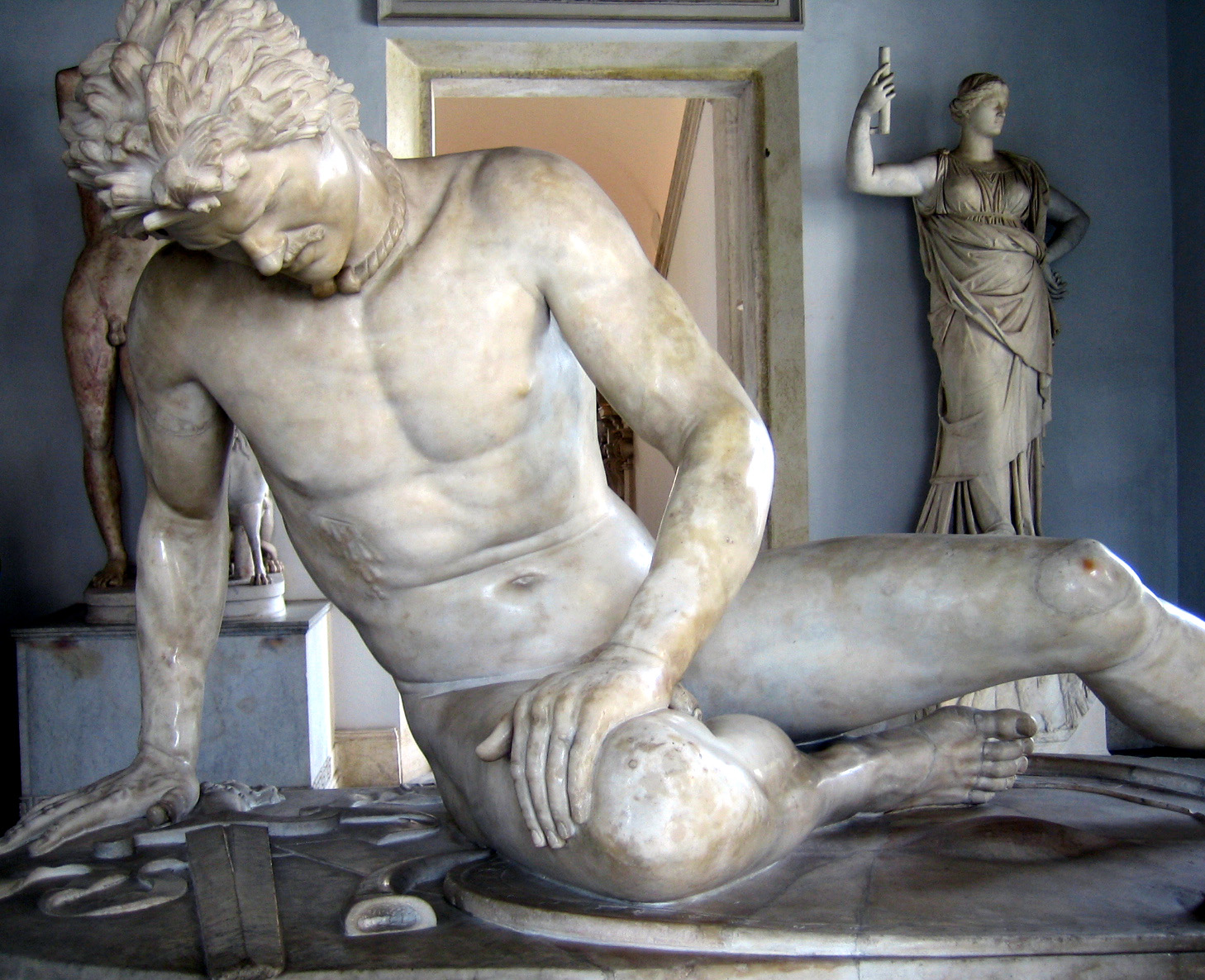
垂死的高盧人，罗马卡比托利欧博物馆